# Mueang Sema

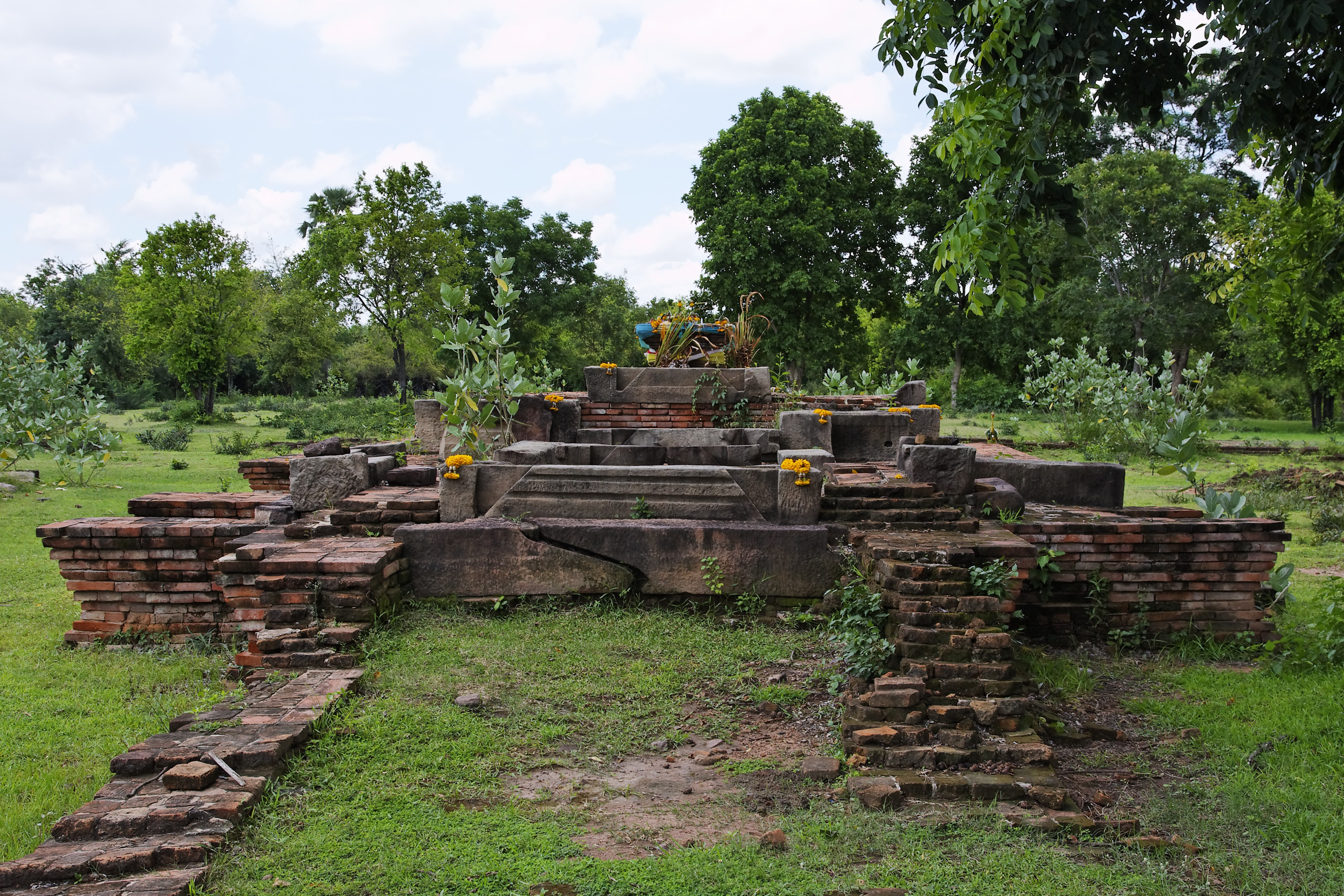
Überreste von Mueang Sema

Mueang Sema (Thai: เมืองเสมา) ist ein archäologischer Fundplatz in der Provinz Nakhon Ratchasima. Die Provinz Nakhon Ratchasima liegt in der Nordostregion von Thailand, dem so genannten Isan.

## Lage und Grabungsgeschichte
Mueang Sema liegt im Landkreis (Amphoe) Sung Noen, Provinz Nakhon Ratchasima. Der Platz bildet einen der wenigen größeren, mit einem Wassergraben umgebenen Orte des späten 1. Jahrtausends im Nordosten Thailands, wurde aber noch nicht intensiv erforscht. Mueang Sema liegt an einer Stelle, an der man die Verkehrsverbindungen zwischen der Zentralebene und dem Khorat-Plateau kontrollieren kann.

## Funde
Bei den wenigen Grabungen bisher fand man eine Inschrift, die Rinder, Wasserbüffel und Sklaven als Geschenke des Herrschers von Sri Canasa an den Tempel vermerkt. Sri Canasa war wahrscheinlich eine kleinere unabhängige Herrschaft während der Dvaravati-Periode.